# حاوية (بيانات)
الحاوية في علم الحاسوب هي الصنف أو الهيكل من البيانات الذي يحتوي على جملة من الكائنات الأخرى.